# Tibettrast
Tibettrast (Turdus maximus) är en asiatisk fågelart i familjen trastar inom ordningen tättingar. Den häckar i Himalaya från västra Pakistan och Indien till sydöstra Tibet där den är stannfågel. Tidigare behandlades den som en del av koltrasten, men genetiska studier visar att de inte är nära släkt. IUCN kategoriserar den som livskraftig.

## Utseende och läten
Tibettrasten är en relativt stor och mörk trast som mäter 23-28 cm. Den adulta hanen är svartaktig med gul näbb och honan är mörkbrun. Arten är mycket lik koltrasten, som den tidigare behandlades som underart till, dock saknar den gul orbitalring och hos båda könen kan huvudet vara mörkare än övriga kroppen. Vidare skiljer sig ungfågeln genom att vara oregelbundet bandad undertill. Den största skillnaden mellan de båda arterna är dock sången, där tibettrastens är kortare, mer fåtonig och saknar koltrastens drillar och visslingar.

## Utbredning och systematik
Tibettrasten återfinns från västra Pakistan och Indien till Sikkim, Bhutan och sydöstra Tibet. Arten är stannfågel men kan röra sig till något lägre nivåer vintertid.

### Artstatus
Tidigare betraktades den som en underart till koltrast (T. merula), men skiljer sig förutom ekologiskt, utseendemässigt och lätesmässigt också genetiskt. I själva verket är de inte ens nära släkt, där tibettrasten snarare står närmare arter som ringtrast, björktrast och svarthalsad trast. Den behandlas som monotypisk, det vill säga att den inte delas in i några underarter.

## Levnadssätt
Tibettrasten är i högsta grad anpassad till en subalpin miljö och häckar i buskområden med bland annat dvärgväxande enar, på mellan 3000 och 4800 meters höjd. Den livnär sig av daggmaskar, mollusker, insekter som fjärilslarver, små ödlor och frukt. Fågeln häckar mellan maj och juli, mestadels juni till början av juli.

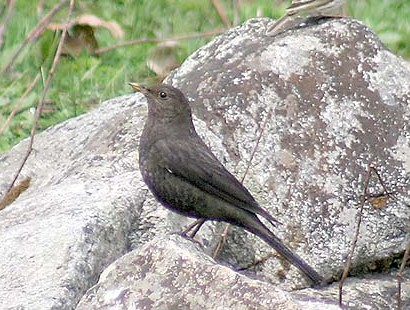
Hona 3500 möh i Himachal Pradesh.

## Status och hot
Arten har ett stort utbredningsområde och en stor population med stabil utveckling och tros inte vara utsatt för något substantiellt hot. Utifrån dessa kriterier kategoriserar internationella naturvårdsunionen IUCN arten som livskraftig (LC).